# Comrades (film 1911 Sennett)
Comrades è un cortometraggio muto del 1911 diretto da Dell Henderson e da Mack Sennett, autore anche del soggetto del film.

## Produzione
Il film fu prodotto dalla Biograph Company.

## Distribuzione
Distribuito dalla General Film Company, il film - un cortometraggio in una bobina - uscì nelle sale cinematografiche USA il 13 marzo 1911.